# Missing Link (EP)
Missing Link è un extended play (EP) del musicista australiano Nick Murphy. Fatta eccezione per alcuni singoli pubblicati in precedenza, è la prima opera a essere pubblicata con il suo vero nome, anziché con lo pseudonimo di Chet Faker. In un comunicato stampa, Murphy ha dichiarato: «Chet Faker ero io nel tentativo di dimostrare qualcosa a me stesso. Ma i miei gusti sono piuttosto dinamici, e ho capito di aver passato del tempo facendovi resistenza. Ora voglio metterci dentro tutto. Non è più concettuale. Sono solo io, ed aveva senso mostrarlo con un nome. Mi sembra una riscoperta.». Inoltre ha definito Missing Link «un ponte tra ciò che è finito e ciò che sta per venire».

## Tracce
Testi e musiche di Nick Murphy.
1. Your Time – 4:04
2. Bye – 1:31
3. I'm Ready – 4:23
4. Forget About Me – 6:46
5. Weak Education – 5:39

### Tracce bonus (edizione giapponese)
1. In-Between
2. Mania
3. I Don't Want to Talk About It

## Crediti
Crediti tratti dalle note di copertina del vinile Missing Link:
- Benjamin Gordon – grafiche, visual direction
- Kaytranada – produttore (traccia 1)
- Mitchell McLennan – fotografia

## Pubblicazione
| Paese         | Data           | Etichetta               | Formato           | Note   |
| ------------- | -------------- | ----------------------- | ----------------- | ------ |
| Canada        | 9 maggio 2017  | Opulent                 | Download digitale | [ 4 ]  |
| Stati Uniti   | 9 maggio 2017  | Opulent                 | Download digitale | [ 5 ]  |
| Australia     | 10 maggio 2017 | Future Classic          | Download digitale | [ 6 ]  |
| Germania      | 10 maggio 2017 | Future Classic          | Download digitale | [ 7 ]  |
| Nuova Zelanda | 10 maggio 2017 | Future Classic          | Download digitale | [ 8 ]  |
| Regno Unito   | 10 maggio 2017 | Future Classic          | Download digitale | [ 9 ]  |
| Regno Unito   | 9 giugno 2017  | Future Classic, PIAS    | Vinile 12"        | [ 10 ] |
| Stati Uniti   | 16 giugno 2017 | Downtown, Interscope    | Vinile 12"        | [ 11 ] |
| Giappone      | 5 luglio 2017  | Future Classic, Hostess | CD                | [ 12 ] |

## Classifiche
| Classifica (2017)                     | Posizione massima |
| ------------------------------------- | ----------------- |
| New Zealand Heatseekers Albums (RMNZ) | 7                 |